# Karl-August Hempel
Karl-August Hempel (* 8. März 1930 in Gelsenkirchen; † 2. Oktober 2011 in Bühl) war ein deutscher Physiker.
Karl-August Hempel studierte Physik in Münster und wurde bei Heinz Bittel 1962 mit der Arbeit Untersuchungen zur ferrimagnetischen Resonanz in magnetisch weichen und harten Ferriten zum Dr. rer. nat. promoviert. Mit seiner Diplomarbeit 1957 hatte er die Mikrowellenapparatur entwickelt und dem Institut das Forschungsgebiet erschlossen. 1968 habilitierte er sich und hatte einen Lehrauftrag in Münster inne. Ab 1970 war er Gastdozent an der RWTH Aachen. Am 10. August 1970 wurde er zum ordentlichen Professor für den Lehrstuhl „Werkstoffe der Elektrotechnik“ berufen. Er leitete von 1972 bis 1995 das Institut für Werkstoffe der Elektrotechnik an der RWTH Aachen. Von 1975 bis 1977 war er Prorektor.
Hempel war von 1986 bis 1990 Mitglied des Präsidiums und von 1990 bis 2004 Beauftragter des Präsidiums für die Landesverbände des Deutschen Hochschulverbands (DHV).

## Auszeichnungen
- Werner-Pöls-Medaille[2]